# Маленькому Дитеру нужно летать
«Маленькому Дитеру нужно летать» (англ. Little Dieter Needs to Fly) — документальный фильм режиссёра Вернера Херцога, снятый в 1997 году для немецкого телевидения. В 1998 году лента вышла на DVD.

## Сюжет
Режиссёр Вернер Херцог познакомился с пилотом американских ВМС, ветераном Вьетнамской войны Дитером Денглером. Как и Херцог, Денглер родился и вырос в побеждённой и разорённой Германии 1940-х годов. Фильм представляет собой рассказ Денглера о себе. Он вспоминает детство и тот день, когда он страстно захотел стать лётчиком. В 18 лет Денглер эмигрировал в США, через некоторое время получил американское гражданство и однажды, после многих трудностей, его мечта сбылась — он стал пилотом ВМС США.
Утром 1 февраля 1966 года самолёт Денглера и  три другие машины вылетели с авианосца на выполнение задания в район лаосской границы. Полёт проходил в условиях плохой видимости, и в итоге самолёт Денглера был сбит зенитками. Выжив при аварийной посадке, он, тем не менее, попал в плен к солдатам армии Северного Вьетнама.
Плен и тяжелейшие испытания, которые выпали на долю главного героя, — основная сюжетная линия фильма.
Херцог снимал фильм в Лаосе и Вьетнаме. В съёмках принимали участие местные жители. С их помощью режиссёр попытался воссоздать атмосферу и всё, что довелось пережить там Денглеру.
Позднее Херцог снял художественный фильм «Спасительный рассвет» (англ. Rescue Dawn), основанный на тех же событиях. Роль Дитера сыграл Кристиан Бейл. Лента вышла в прокат 24 июля 2007 года.

## Награды и номинации
- 1997 — специальный приз жюри на Международном фестивале документальных фильмов в Амстердаме.
- 1998 — премия Международной ассоциации документального кино за лучший полнометражный документальный фильм.
- 1999 — премия «Золотое Яблоко» от Национальной образовательной медиасети США
- 1999 — премия «Золотой шпиль» на Международном кинофестивале в Сан-Франциско в категории «телевидение — история».
- 1999 — премия на Международном фестивале аудиовизуального программирования в Биаррице.
- 1999 — номинация на премию «Эмми» за лучшую документальную программу.